# 板木屋七郎兵衛
板木屋 七郎兵衛（はんぎや しちろべえ、生没年不詳）は江戸時代の江戸の地本問屋。

## 来歴
菊屋とも号す。京都の書物問屋菊屋七郎兵衛の江戸出店であった。延宝から文化年間に堺町、後に大門通新大坂町、新和泉町、通塩町、油町で活動している。浮世絵版画の作品には「板木屋」という屋号を使用したものが多い。主に菱川師宣、鳥居清信の墨摺絵、丹絵、絵本などを出版している。鳥居清信の作品に多数みられる。

## 作品
- 菱川師宣 『東海道分間絵図』 元禄3年（1690年）
- 鳥居清信 『沢村小伝次の露の前』 大々判 丹絵 元禄11年（1698年）3月中村座『関東小禄』に取材
- 鳥居清信『風流四方屏風』 絵本 元禄13年（1700年）
- 鳥居清信『娼妓画牒』 絵本 元禄13年
- 鳥居清信『立美人』 大々判 墨摺絵 元禄末‐宝永初ころ
- 鳥居清信『四野宮平八』 細判 丹絵 元禄11年‐元禄12年ころ
- 鳥居清信 『花魁と禿』 大々判 墨摺絵 正徳